# 約翰·迪·馬吉歐
約翰·迪·馬吉歐（John William DiMaggio，1968年9月4日—）是美國的一位演員、配音演員和喜劇演員。他在電視節目中擔任Bender一角的配音，在中擔任老皮的配音。他的妻子是配音演員Kate Miller。

## 外部連結
- 約翰·迪·馬吉歐在互联网电影资料库（IMDb）上的資料（英文）
- HoboTrashcan – One on One with John DiMaggio（页面存档备份，存于） – interview with audio highlights
- Interview （页面存档备份，存于） on PMPNetwork （页面存档备份，存于） (RealAudio audio file)